# Brian Sreamhach Ó Briain
Brian Sreamhach Ó Briain (mort en 1400), connu également sous le nom de Briain Sreamhach mac Mathghamhna, et de Brian Ó Briain, fut roi de Thomond de 1369 à 1400.

## Biographie
Brian Ó Briain est le fils ainé de Mathghamhain Maonmhaighe Ó Briain à qui il succède en 1369 . L'année suivant selon les Annales de Loch Cé, Brian O'Brian repousse les limites de ses domaines jusqu'au murailles de Limerick. En 1370 il défait et capture Gerald FitzGerald 3e comte de Desmond et « d'autres importants étrangers », lors d'un combat au sud du Shannon la bataille de Nenagh, ses troupes incendient et saccagent la cité qui doit lui donner des otages avant qu'il n'en confie la garde à Sida Og, le fils de la fille de O'Duibhidhir,Le gouverneur anglais le baron Sir William de Windsor († 1384) doit intervenir afin de conclure un difficile motus vivendi avec lui 
Toutefois en 1375 Brian est brièvement bannit du Thomond par son oncle Toirdhelbach Maol et le seigneur de Clanricard  Il retrouve ses domaines la même année et son oncle doit se retirer sous la protection des anglais dans le Pale ou il meurt de la peste en 1398. Brian O'Briain meurt en 1400 après avoir selon les Annales de Loch Cé « triomphé du monde et du diable » Il a comme successeur son frère Conchobar mac Mathgamhaim Ó Briain.

## Unions et postérité
Brian Ó Briain épouse en premières noces Slaine, la fille de Lochlan Laidir McNamara dont, :
- Tagdh na Glaoidh Mór Ó Briain roi de Thomond de 1426 à 1438 mort en 1444 sans postérité.
- Mathghamhaim Dall Ó Briain roi de Thomond de 1438 à 1444, déposé ancêtre du Siol Bhriain Debrioetha (l'exilé)
- Toirdhealbhach Bóg Ó Briain roi de Thomond de 1444 à 1459

Il se marie en secondes noces avec Margaret fille de James FitzGerald  Comte de Desmond qui lui donne :
- Brian Udhar Catha Ó Briain ancêtre des Ó Briain d'Eachdroma

## Sources
- (en) T.W Moody, F.X. Martin, F.J. Byrne A New History of Ireland IX Maps, Genealogies, Lists. A companion to Irish History part II . Oxford University Press réédition 2011  (ISBN 9780199593064). « O'Briens: Ó Briain Kings and Earls of Thomond 1168-1657 » p. 219-220 & « O'Briens: Ó Briain Kings and Earls of Thomond 1168-1657 » généalogie n°23 p. 152.
- (en) A Timeline of Irish History, Richard Killen Gill & Macmillan Dublin (2003)  (ISBN 07171-3484-9).
- (en) HA Jefferies, Medieval Ireland : An Encyclopedia, New York, Routledge, 2005, 457–459 p. (ISBN 0-415-94052-4), « Ua Briain (Uí Briain, O'Brien) »
- (en) Maps, Genealogies, Lists : A Companion to Irish History, Oxford, Clarendon Press, coll. « New History of Ireland (series vol. 9, pt. 2) », 2005, 674 p. (ISBN 978-0-19-821745-9)
- (en) JA Watt, Medieval Ireland, 1169–1534, Oxford, Oxford University Press, coll. « New History of Ireland (series vol. 2) », 2008 (1re éd. 1987), 352–396 p. (ISBN 978-0-19-821755-8), « The Anglo-Irish Colony Under Strain, 1327–99 »